# Ptychohyla leonhardschultzei
Ptychohyla leonhardschultzei är en groddjursart som först beskrevs av Ahl 1934.  Ptychohyla leonhardschultzei ingår i släktet Ptychohyla och familjen lövgrodor. IUCN kategoriserar arten globalt som starkt hotad. Inga underarter finns listade i Catalogue of Life.